# Sure We Can
Sure We Can centro de reciclaje sin ánimo de lucro en Brooklyn, Nueva York.

## Historia
Sure We Can fue fundado en 2007 por un grupo liderado por Ana Martínez de Luco y Eugene Gadsden de cara a servir la comunidad de recicladores de Brooklyn, Nueva York. La instalación ha sido diseñada por las y los recicladores, personas que recogen latas y botellas de la calle. Con el propósito de facilitar un espacio acogedor, las y los recicladores pueden canjear botellas y latas. Sure We Can es el único centro de reciclaje sin ánimo de lucro y que además acoge a personas que experimentan el sinhogarismo de Nueva York. En 2019, el centro procesó 10 millones de latas y botellas para canjearlas, y sirvió como una comunidad que prestó servicios a 400 personas recicladoras.

## Servicios
Sure We Can proporciona el servicio de canjeo depósitos y envases en la comunidad de Brooklyn, Nueva York. La organización también funciona como un "hub" comunitario, medioambiental y sostenible, que incluye la producción de compost y la promoción de asuntos políticos relacionados con el medioambiente.

## Galería

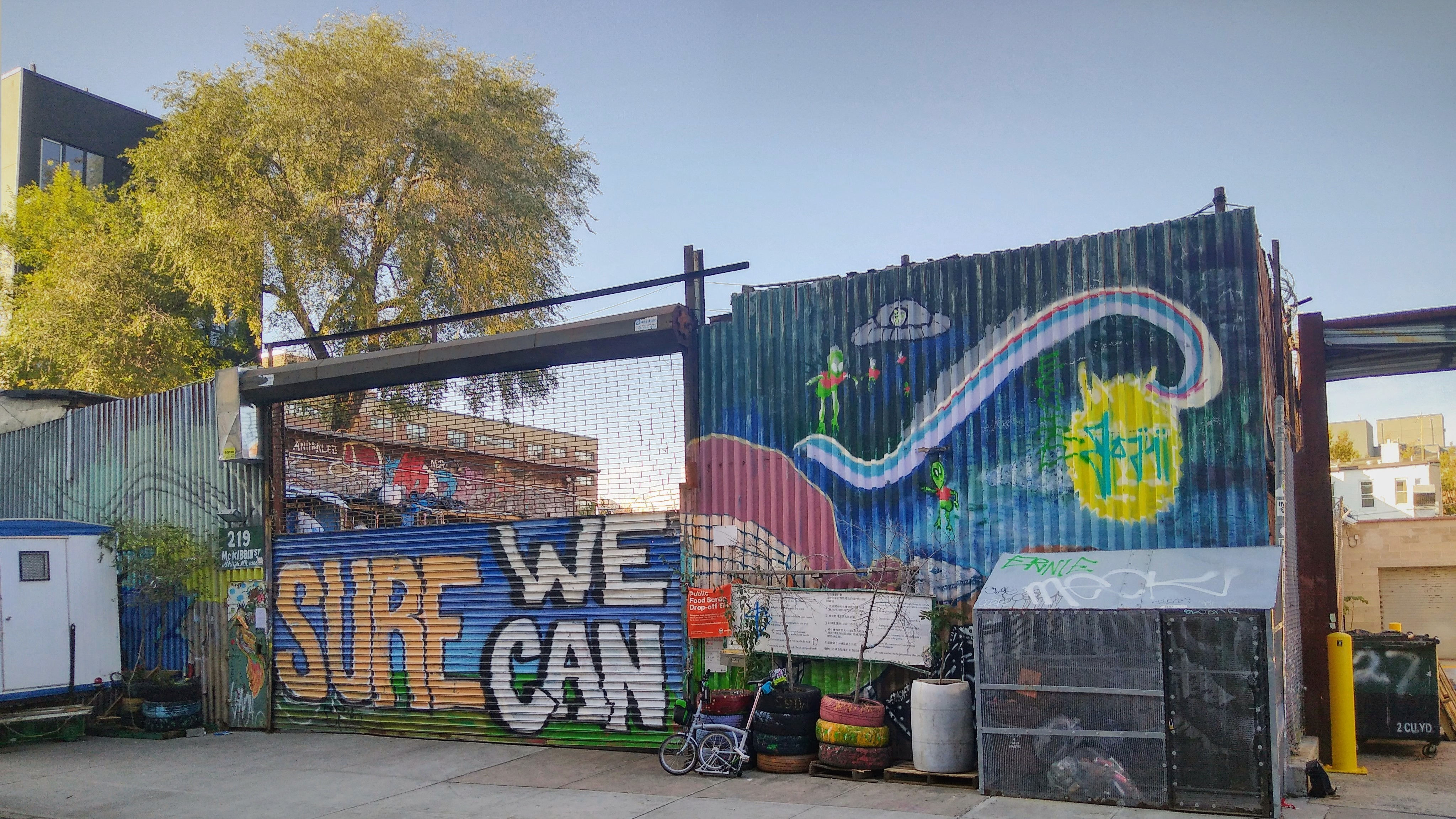
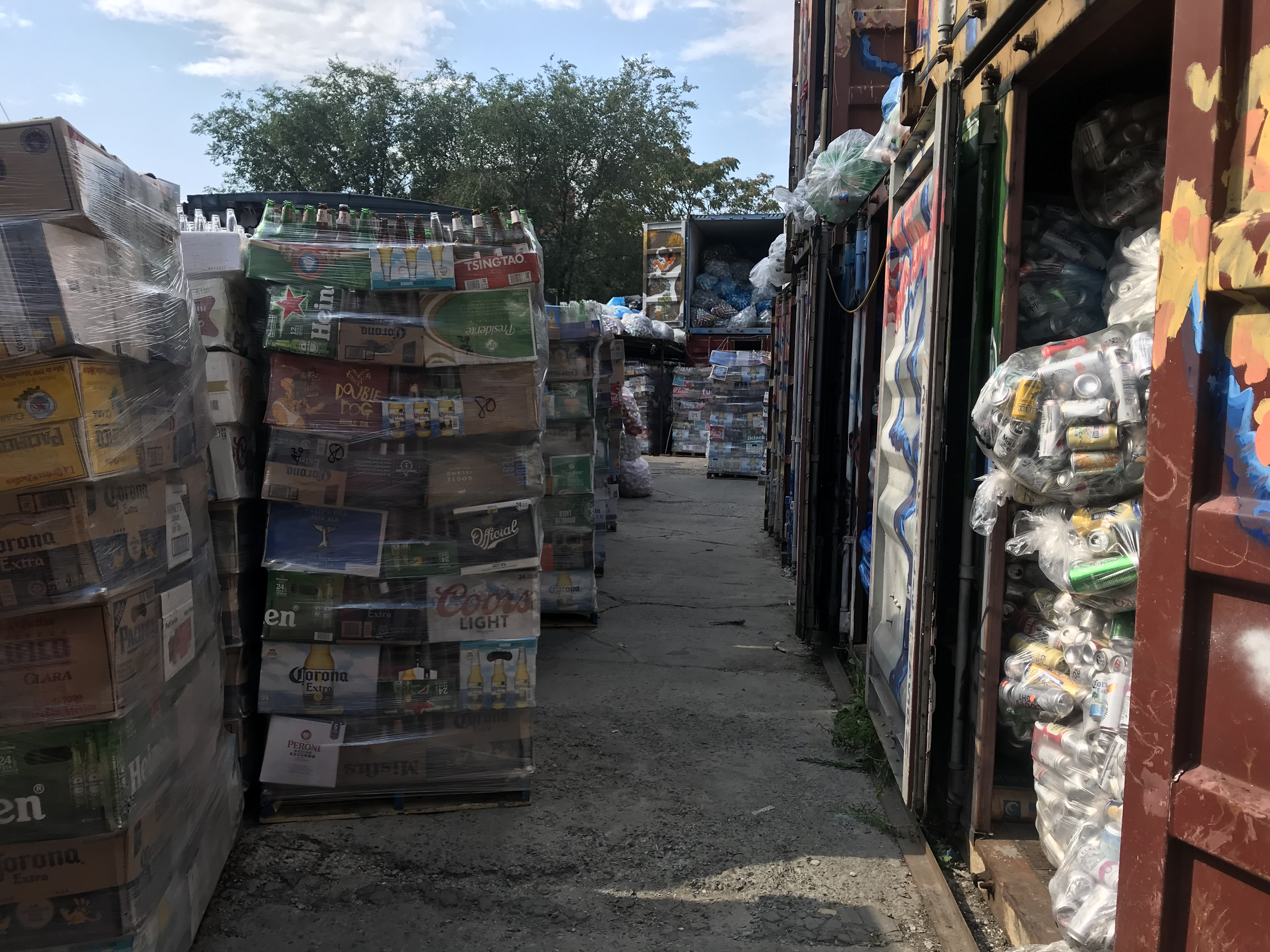
Pilas de botellas y latas ordenadas esperan a ser recogidas para su reciclaje
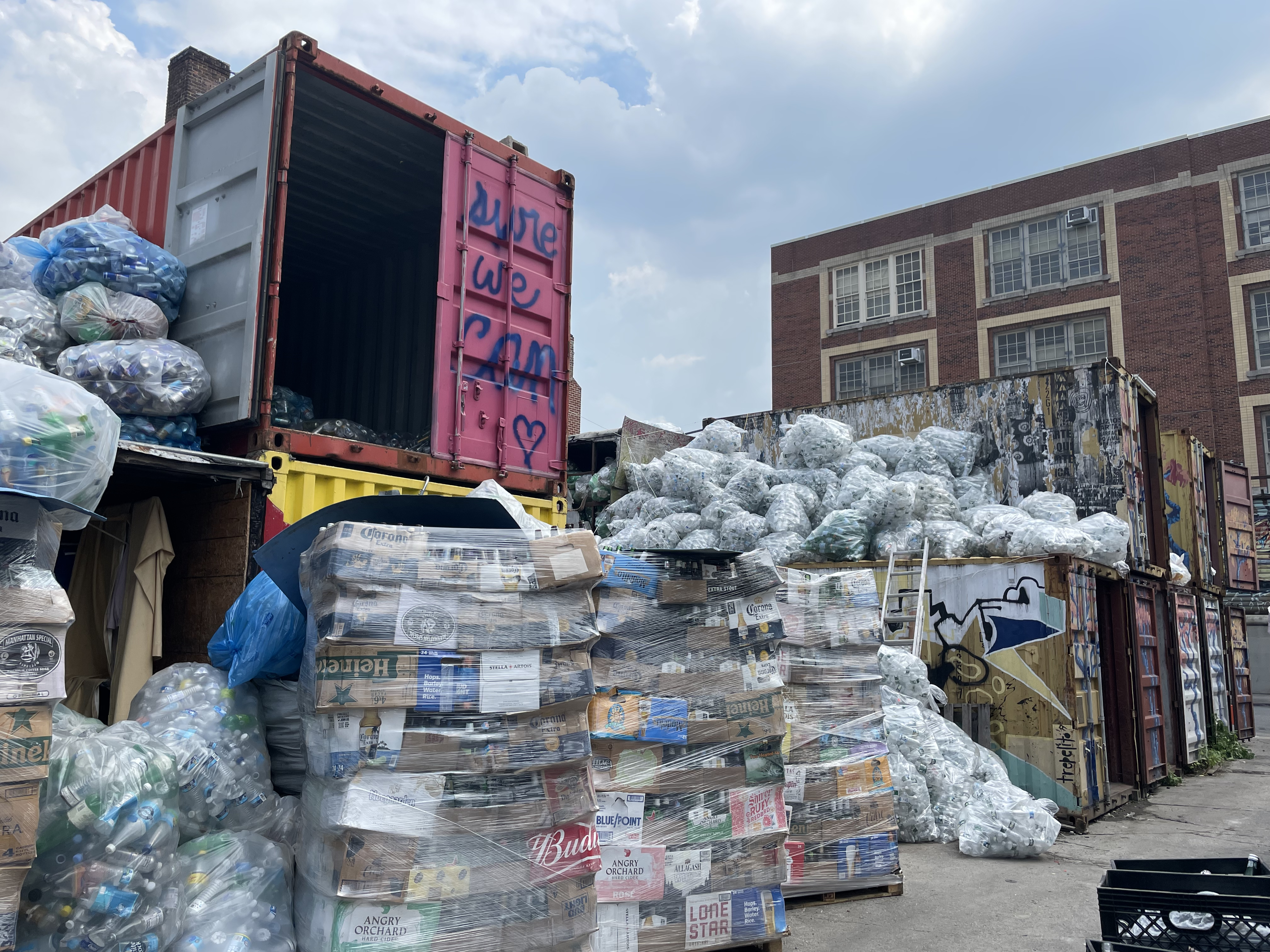
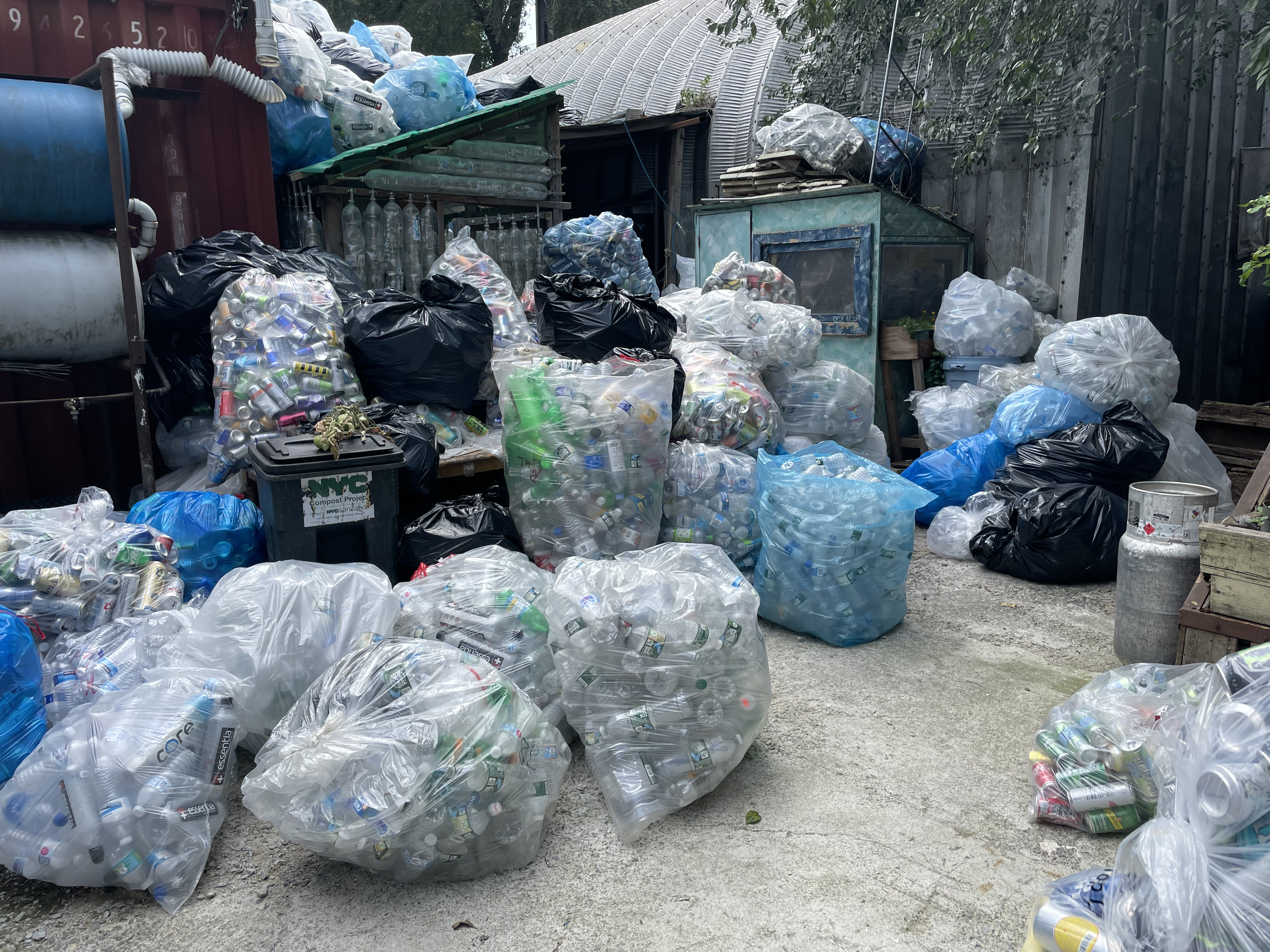
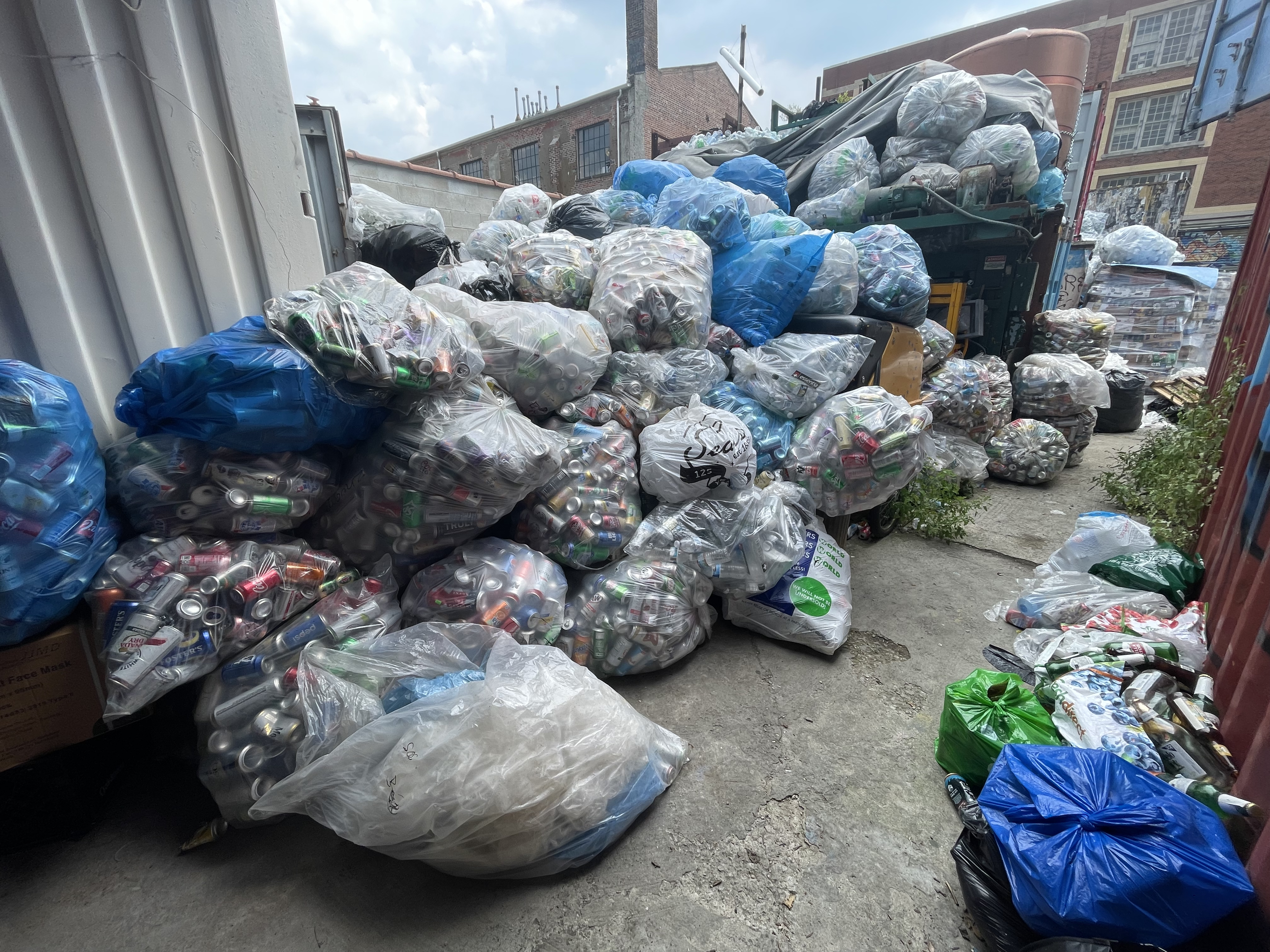
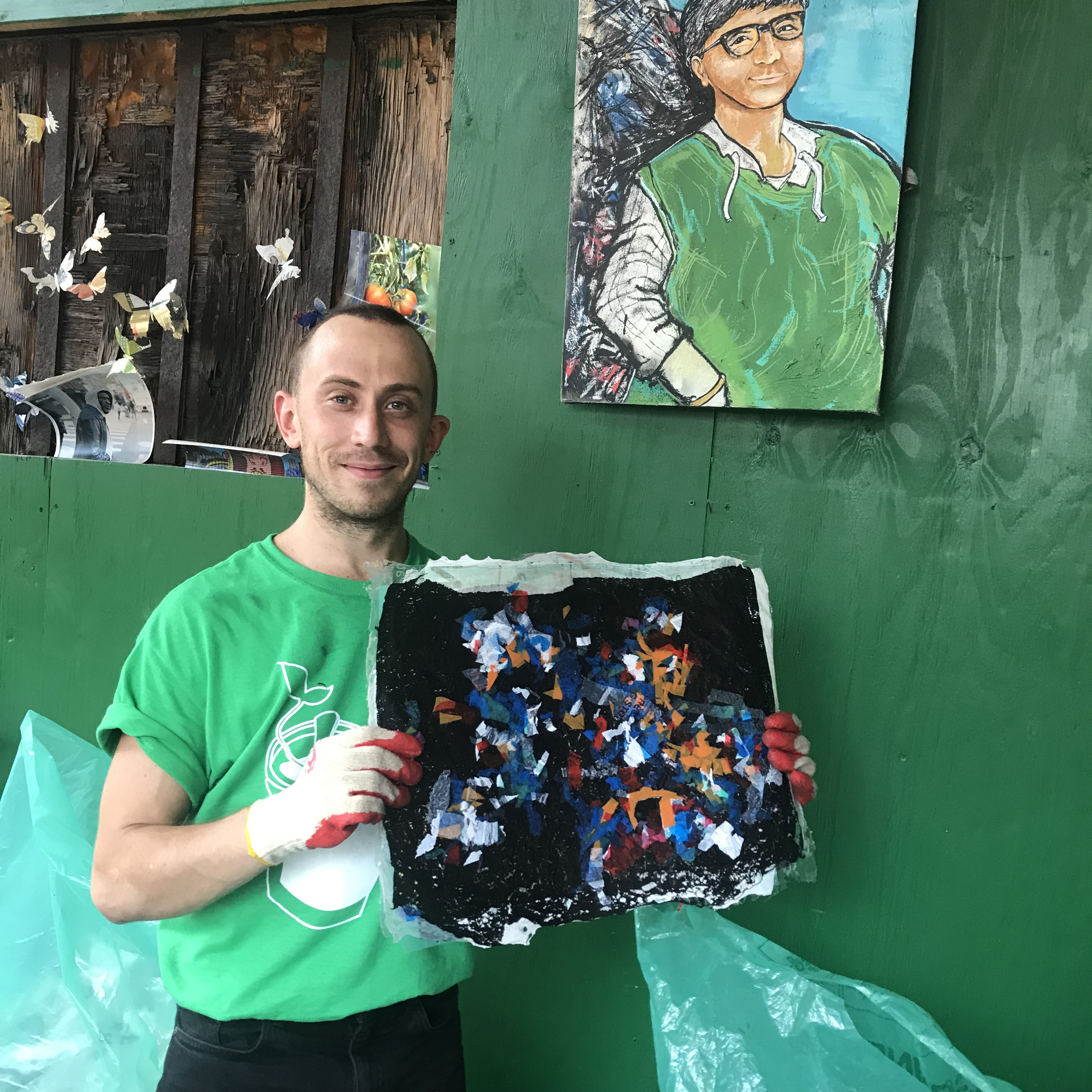
Un empleado de Sure We Can sostiene una muestra de filme de plástico de suprareciclaje, producto en el cual se está trabajando en el centro de reciclaje
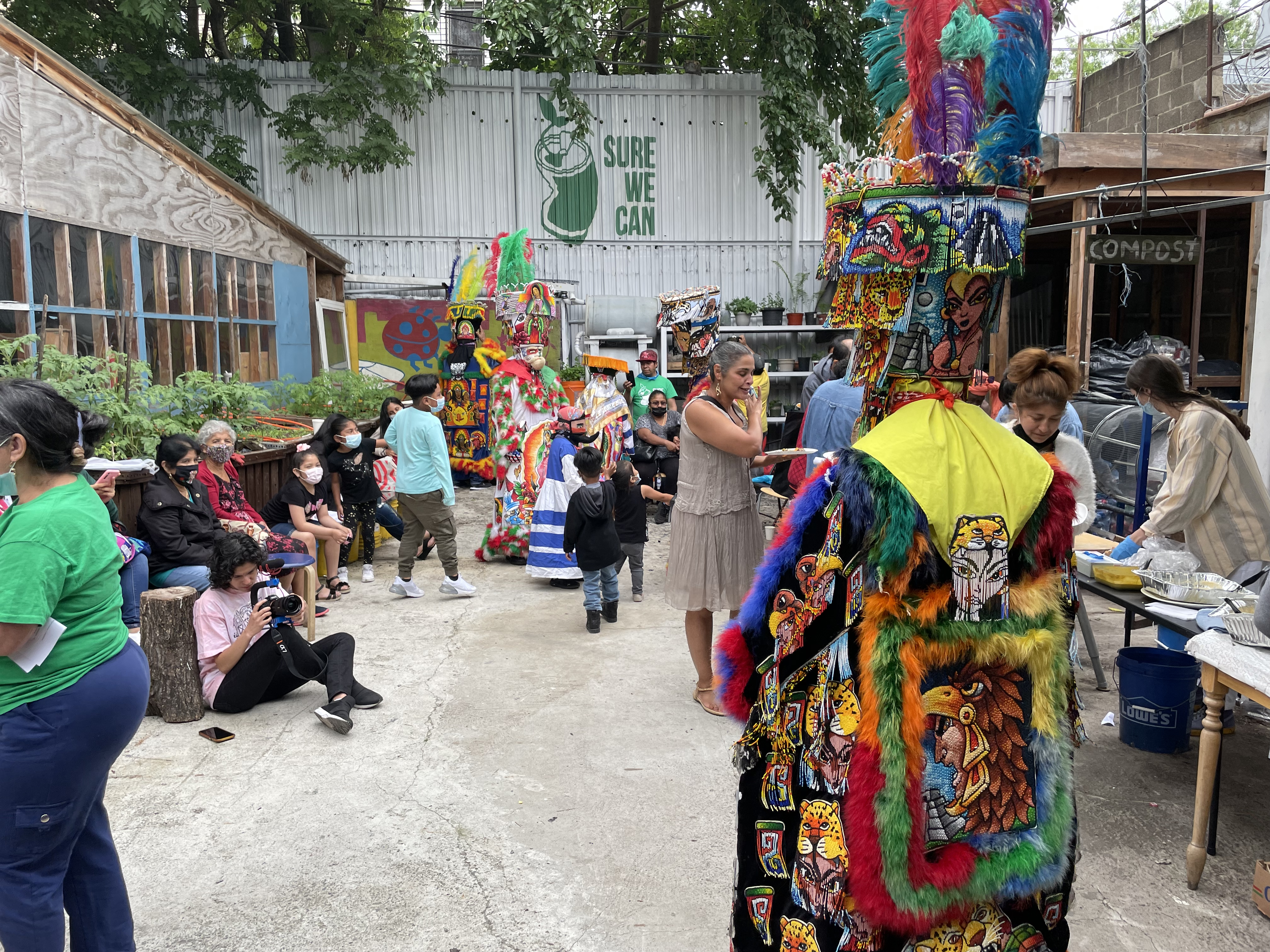
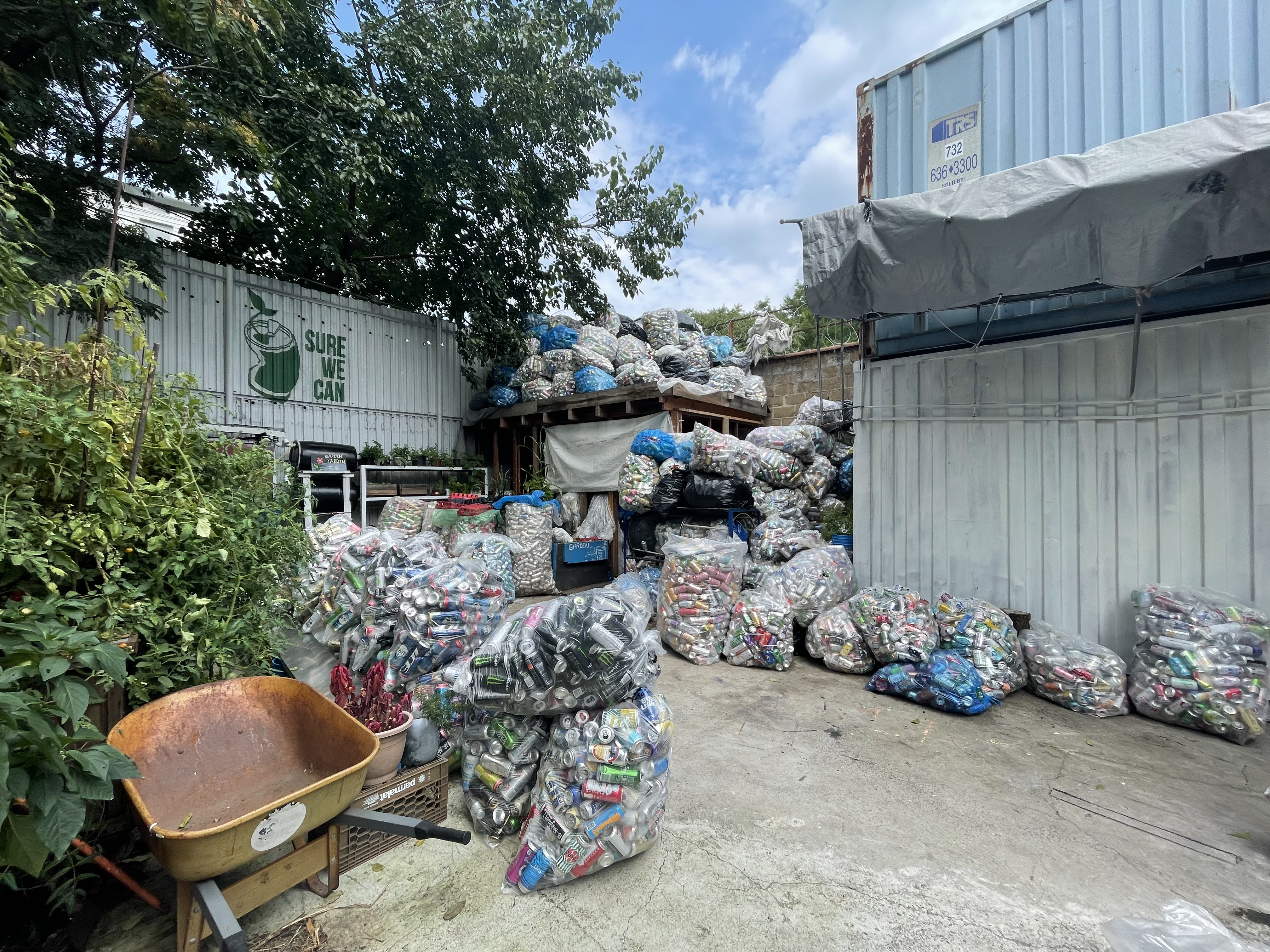
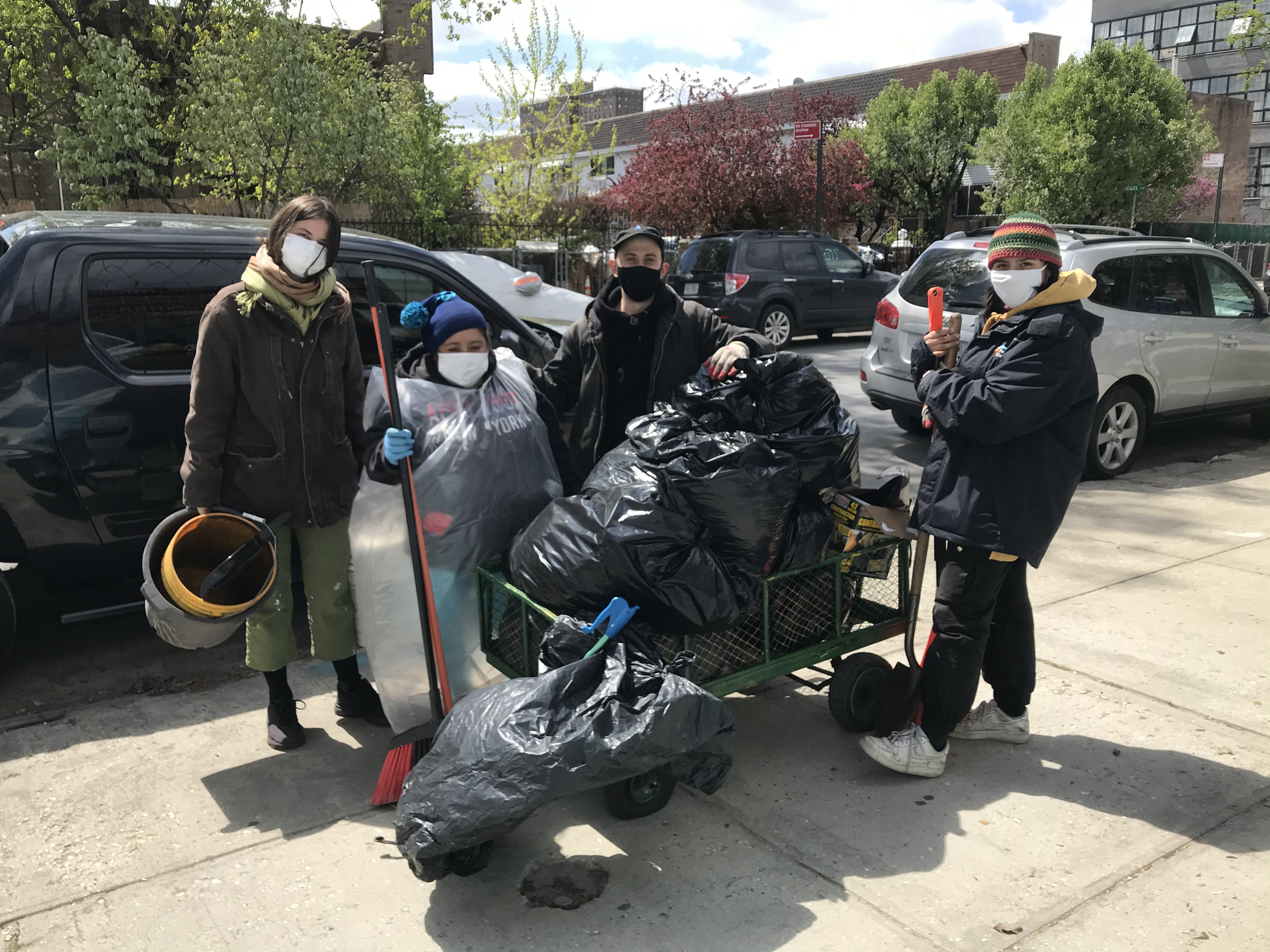
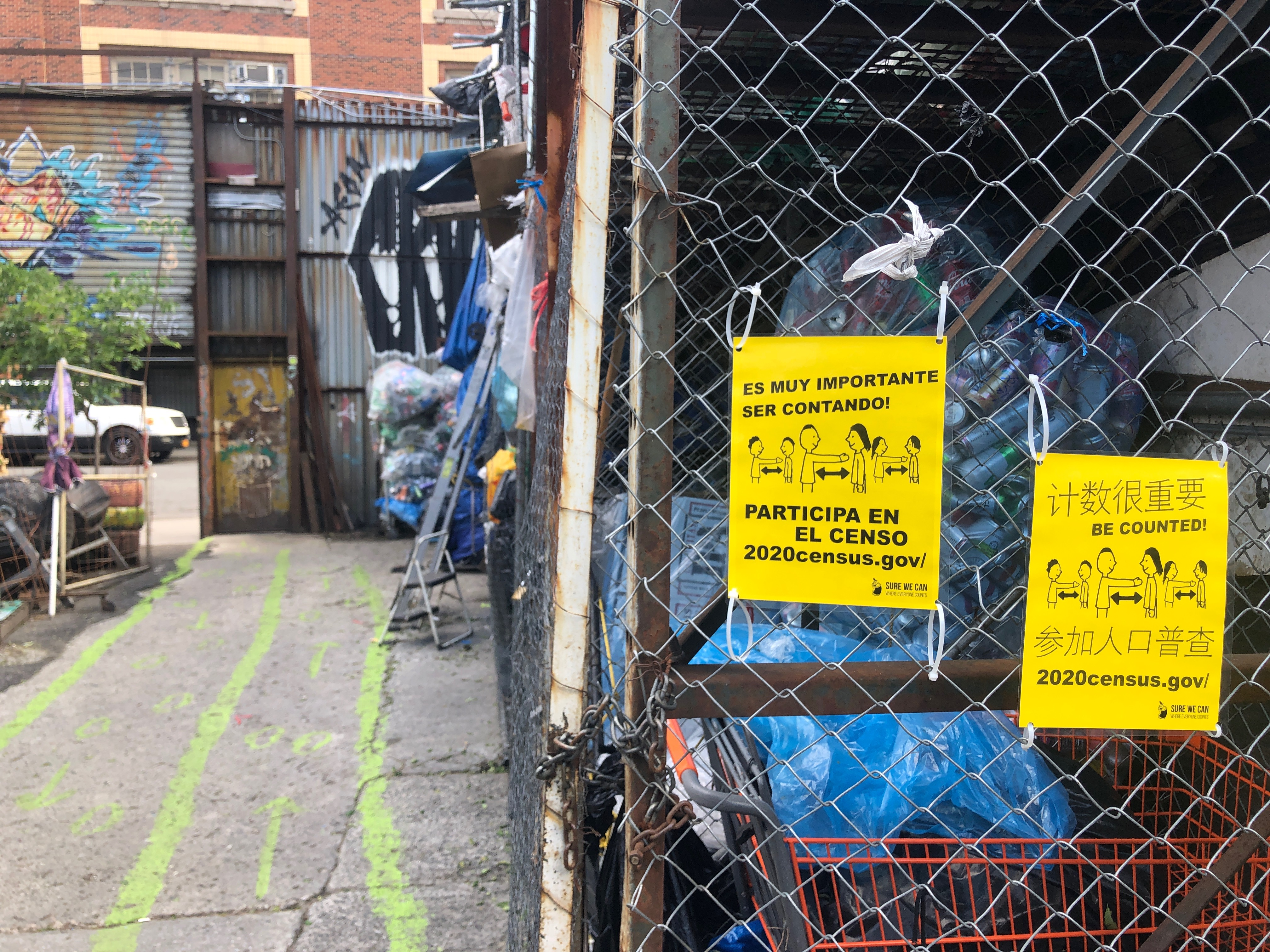
Los folletos de divulgación del censo cuelgan en Sure We Can
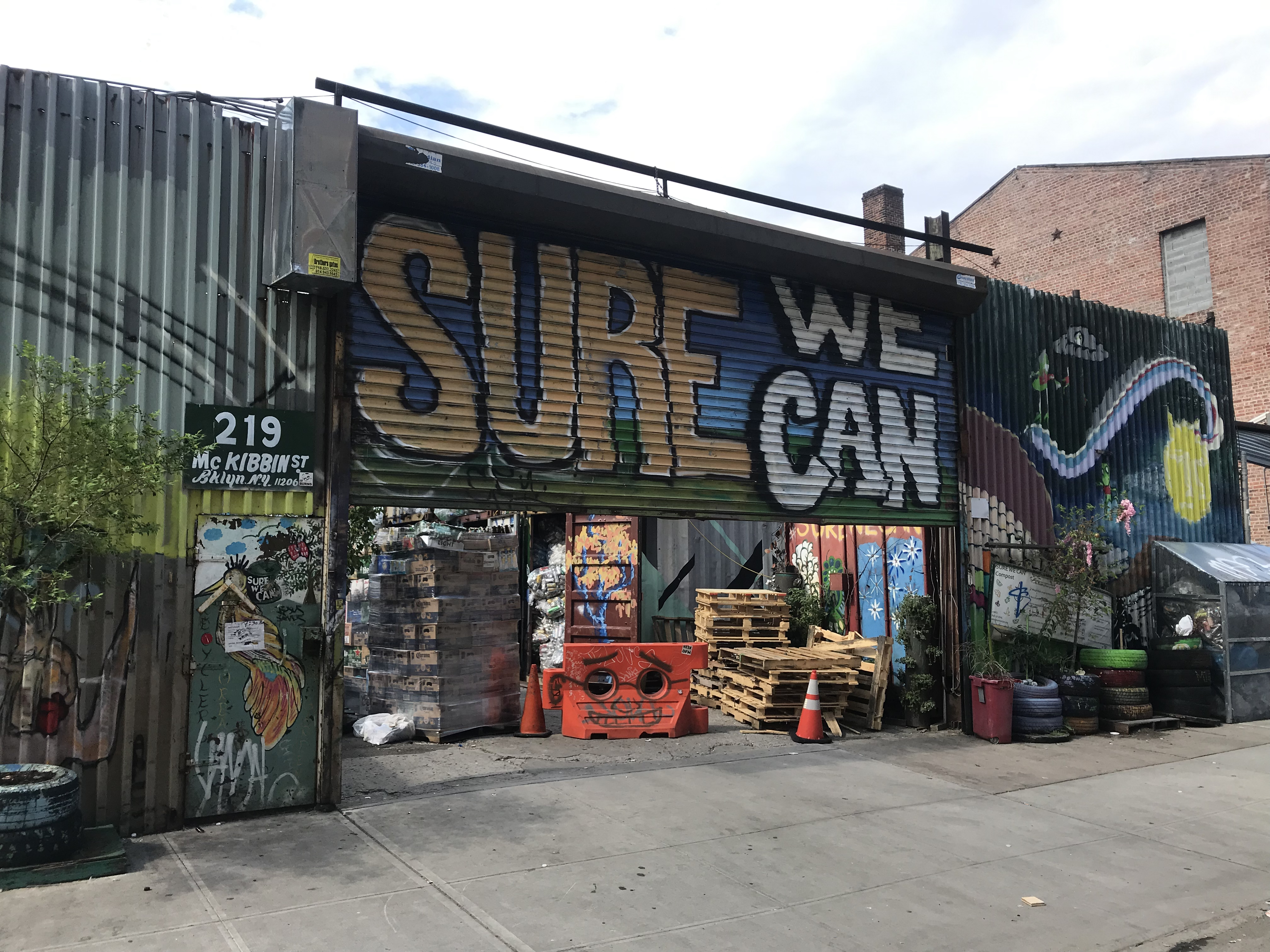